# Келдер, Силвер Алекс
Силвер Алекс Келдер (эст. Silver Alex Kelder; 22 октября 1995, Таллин) — эстонский футболист, опорный полузащитник.

## Биография
Воспитанник таллинских клубов «Атлетик» и «Реал». Во взрослом футболе дебютировал в 2013 году в составе таллинского «Арарата», выступавшего в третьем дивизионе Эстонии, провёл в клубе два сезона. Помимо большого футбола, играл за «Арарат» в высшей лиге Эстонии по мини-футболу. В 2015 году перешёл в таллинский «Калев», выступавший тогда в первой лиге, и в течение трёх лет был основным игроком команды. В 2015 году вошёл в десятку лучших бомбардиров первой лиги (13 голов). В 2017 году стал победителем турнира. После выхода «Калева» в высший дивизион потерял место в составе, на старте сезона играл только за вторую и третью команды клуба и уже весной 2018 года покинул «Калев», затем полгода жил в Новой Зеландии.
В 2019 году перешёл в «Курессааре». Дебютный матч в высшем дивизионе Эстонии сыграл 9 марта 2019 года против «Транса», заменив на 76-й минуте Маарека Суурсаара. Свой первый гол в элите забил 30 мая 2020 года, также в игре против «Транса». Всего за четыре сезона сыграл 104 матча в высшем дивизионе и забил 7 голов за «Курессааре». В 2022 году был причастен к наивысшему успеху клуба — пятому месту в чемпионате. На 2022 год считался одним из лучших игроков национального чемпионата по отборам и игре головой, при этом получал много карточек (12 в сезоне 2022 года, 7 жёлтых и 2 красные карточки в сезоне 2021 года).
В 2023 году перешёл в «Пайде ЛМ». Обладатель Суперкубка Эстонии 2023 года.